# Malcom McLean

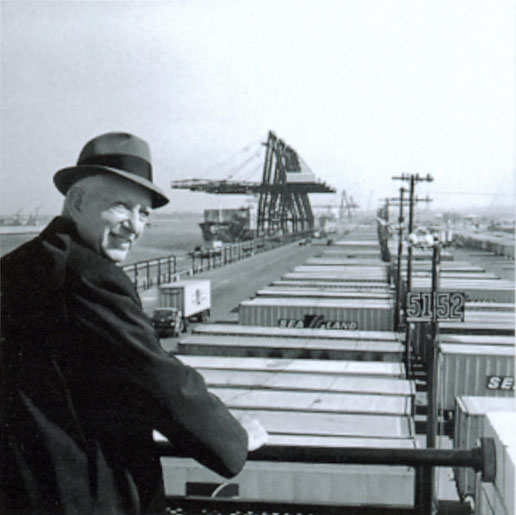
Malcom McLean (Mitte der 1960er-Jahre)

Malcom Purcell McLean (* 14. November 1913 in Maxton, North Carolina als Malcolm Purcell McLean; † 25. Mai 2001 in New York City, New York) war ein US-amerikanischer Reeder und Transportunternehmer und gilt als der Erfinder des multimodalen Verkehrs mit Hilfe von Containern.

## Leben
McLean wurde ursprünglich auf den Namen Malcolm getauft, entschied sich jedoch später dafür, die traditionelle schottische Schreibweise des Namens anzunehmen.
McLean wurde 1913 in der Nähe der Kleinstadt Maxton (US-Bundesstaat North Carolina) geboren. Nach Abschluss der High School arbeitete er zunächst als Tankwart, bis er 1935 von dem gesparten Geld einen gebrauchten LKW kaufte. Gemeinsam mit seinen Geschwistern Jim und Clara McLean gründete er eine kleine Spedition. In den ersten Jahren machte die Firma ihre Umsätze überwiegend mit dem Transport von Tabak.
Bereits 1937 ärgerte sich McLean, der zu dieser Zeit selbst als Fahrer im Unternehmen mitarbeitete, über die langen Wartezeiten, die beim Entladen eines Fahrzeuges entstanden. In den nächsten Jahren entwickelte er die Idee, statt mühevoll einzelne Kisten und Säcke mit Waren vom LKW zum Schiff zu tragen, einfach den kompletten Auflieger eines LKW auf das Schiff zu laden und am Zielort wieder auf ein Fahrzeug zu setzen. Das System war auch problemlos auf Züge zu übertragen, doch zunächst fanden sich keine Interessenten, die bereit waren, McLeans Idee zu finanzieren. Zwar gab es bereits verschiedene Ideen, größere Transportbehältnisse sowohl auf der Schiene als auch mit Schiffen zu transportieren, doch McLeans Vorstellungen übertrafen alle bisher dagewesenen Ansätze.
1955 verkaufte McLean seine Anteile an der McLean Trucking Company, die zwischenzeitlich über eine Flotte von fast 1800 Fahrzeugen verfügte, für 25 Millionen US-Dollar. Kurze Zeit später übernahm er die kleine Reederei Pan-Atlantic Steamship Company, die sich bis dahin im Besitz der Waterman Steamship Corporation befand, für sieben Millionen US-Dollar. Kurz nach Abschluss der Übernahme erwarb McLean zwei gebrauchte Tanker von der US-Marine, die unter seiner Anleitung zu Containerschiffen umgebaut wurden. Am 26. April 1956 verließ schließlich das erste seiner Containerschiffe, die Ideal X, den Hafen von Newark (New Jersey) mit dem Ziel Houston in Texas.
In den folgenden Jahren etablierten sich sowohl die Idee, Container einzusetzen, als auch McLeans Unternehmen Pan-Atlantic. 1957 wurde der erste Liniendienst eingerichtet, 1960 das Unternehmen in Sea-Land Corporation umbenannt (die Firma wurde 1999 von Mærsk übernommen und existiert als Tochter bis heute).
Im August 1963 eröffnete McLean mit dem Port Newark-Elizabeth Marine Terminal eine neue, 0,41 km² große Hafenanlage, um noch mehr Containerverkehr abwickeln zu können. Die Entwicklung des Containermarktes verlief bis Ende der 1960er Jahre langsam. Viele Häfen verfügten nicht über die Kräne, um Container auf Schiffe und von Schiffen zu heben, und in einer traditionsreichen Branche vollzog sich der Wandel nur langsam. Außerdem wehrten sich die Gewerkschaften gegen eine Idee, die ihren Lebensunterhalt bedrohte.
Im April 1966 nahm Sea-Land den Dienst zwischen New York und Rotterdam, Bremen und Grangemout auf.
1967 wurde Sea-Land von der US-Regierung, im Zuge des Vietnamkrieges, aufgefordert, einen Containerdienst nach Südvietnam einzurichten. Der Dienst nach Vietnam erwirtschaftete 1968/69 40 % der Einnahmen des Unternehmens.
Ende 1968 wurde ein kommerzieller Containerschiffsdienst vom Fernen Osten in die Vereinigten Staaten eröffnet. Dieser Dienst wurde 1969 auf Hongkong und Taiwan und 1971 auf Singapur, Thailand und die Philippinen ausgeweitet.
McLean verkaufte das Unternehmen Ende der 1960er an die R. J. Reynolds Tobacco Company und gründete in den folgenden Jahren weitere erfolgreiche Speditionsunternehmen. Das letzte war im Jahre 1992 TrailerBridge, welches von McLean bis zu seinem Tode geführt wurde. Er starb am 25. Mai 2001 in seinem Haus an der East Side des New Yorker Stadtbezirks Manhattan an akuter Herzinsuffizienz.